# Pyšely
Pyšely är en stad i Tjeckien. Den ligger i distriktet Benešov och regionen Mellersta Böhmen, i den centrala delen av landet, 30 km sydost om huvudstaden Prag. Pyšely ligger 372 meter över havet och antalet invånare är 1 250.
Terrängen runt Pyšely är varierad. Runt Pyšely är det ganska tätbefolkat, med 54 invånare per kvadratkilometer. Närmaste större samhälle är Benešov, 10,6 km söder om Pyšely. I omgivningarna runt Pyšely växer i huvudsak blandskog.